# Magomedrasul Gazimagomedov
 Magomedrasul Mukhtarovich Gazimagomedov (en russe : Магомедрасул Мухтарович Газимагомедов, né le 8 avril 1991 dans le village de Tindi au Daghestan) est un lutteur russe, d'origine Daghestanaise spécialiste de lutte libre.
Il est champion du monde de sa catégorie (moins de 70 kg) en 2015.

## Palmarès

### Championnats du monde
- Médaille d'or en lutte libre dans la catégorie des moins de 70 kg en 2018 à Budapest
- Médaille d'or en lutte libre dans la catégorie des moins de 70 kg en 2015 à Las Vegas

### Championnats d'Europe
- Médaille d'argent en lutte libre dans la catégorie des moins de 74 kg en 2020 à Rome
- Médaille de bronze en lutte libre dans la catégorie des moins de 70 kg en 2019 à Bucarest

### Jeux européens
- Médaille d'or en lutte libre dans la catégorie des moins de 70 kg en 2015 à Bakou